# Campionati europei di pentathlon moderno 2005
I campionati europei di pentathlon moderno 2005 si sono svolti a Montepulciano, in Italia, dove si sono disputate le gare maschili e femminili individuali ed a squadre.

## Risultati

### Maschili
| Evento              | Oro                                            | Argento                                                     | Bronzo                                                     |
| Individuale         | Edvinas Krungolcas                             | Denis Cherkovskis                                           | Rustem Sabirchuzin                                         |
| A squadre           | Ungheria Gábor Balogh Sándor Fülep Ákos Kállai | Russia Andrej Moiseev Rustem Sabirchuzin Aleksej Turkin     | Bielorussia Jahor Lapo Dzmitryj Meljach Michail Prakapenka |
| Staffetta a squadre | Ungheria Gábor Balogh Ákos Kállai Sándor Fülep | Russia Rustem Sabirchuzin Aleksej Velikodnyj Nikolaj Jaskov | Polonia Tomasz Chmielewski Marcin Horbacz Andrzej Stefanek |

### Femminili
| Evento              | Oro                                                                   | Argento                                                    | Bronzo                                               |
| Individuale         | Aleksandra Sadovnikova                                                | Kim Raisner                                                | Edyta Małoszyc                                       |
| A squadre           | Russia Aleksandra Sadovnikova Evdokija Grečišnikova Tat'jana Muratova | Polonia Edyta Małoszyc Sylwia Czwojdzińska Paulina Boenisz | Ungheria Zsuzsanna Vörös Vivien Máthé Csilla Füri    |
| Staffetta a squadre | Russia Tat'jana Muratova Ljudmila Sirotkina Olesja Veličko            | Ungheria Csilla Füri Vivien Máthé Zsuzsanna Vörös          | Italia Sara Bertoli Claudia Corsini Alessia Pieretti |

## Medagliere
| Posizione | Paese       |   |   |   | Totale |
| --------- | ----------- | - | - | - | ------ |
| 1         | Russia      | 3 | 2 | 1 | 6      |
| 2         | Ungheria    | 2 | 1 | 1 | 4      |
| 3         | Lituania    | 1 | 0 | 0 | 1      |
| 4         | Polonia     | 0 | 1 | 2 | 3      |
| 5         | Germania    | 0 | 1 | 0 | 1      |
| 5         | Lettonia    | 0 | 1 | 0 | 1      |
| 7         | Bielorussia | 0 | 0 | 1 | 1      |
| 7         | Italia      | 0 | 0 | 1 | 1      |
| Totale    | Totale      | 6 | 6 | 6 | 18     |